# Rui Pereira
Rui Carlos Pereira (ur. 24 marca 1956 w Duas Igrejas w gminie Miranda do Douro) – portugalski prawnik, nauczyciel akademicki i polityk, sędzia Trybunału Konstytucyjnego, minister administracji i spraw wewnętrznych (2007–2011).

## Życiorys
Ukończył studia prawnicze na Uniwersytecie Lizbońskim. W latach 1981–1997 był wykładowcą na wydziale prawa tej uczelni. Od 1983 do 1990 wykonywał zawód adwokata, kierował wówczas jednym z departamentów oświatowego związku zawodowego. Następnie był radcą w gabinecie sędziów Trybunału Konstytucyjnego, publikował także w czasopiśmie naukowym „Revista Portuguesa de Ciência Criminal”. Od 1995 współpracował przy reformach kodeksu drogowego, karnego i postępowania karnego. Wykładał gościnnie m.in. na Universidade Nova de Lisboa i Universidade Lusíada de Lisboa. Jest autorem licznych prac naukowych z dziedziny prawa.
Od 1997 do 2000 pełnił funkcję dyrektora generalnego portugalskiej służby specjalnej Serviço de Informações de Segurança. W latach 2000–2002 zajmował stanowisko sekretarza stanu w ministerstwie spraw wewnętrznych w rządzie Antónia Guterresa. W 2003 założył i został dyrektorem OSCOT, organizacji pozarządowej zajmującej się badaniami nad bezpieczeństwem, przestępczością zorganizowaną i terroryzmem. W latach 2006–2007 kierował również redakcją periodyku „Revista Segurança e Defesa”.
W 2007 został wybrany przez Zgromadzenie Republiki na sędziego Trybunału Konstytucyjnego. W maju tego samego roku objął urząd ministra administracji i spraw wewnętrznych w gabinecie José Sócratesa. W październiku 2009 przystąpił do wykonywania tej samej funkcji w jego drugim rządzie. Stanowisko to zajmował do czerwca 2011. W 2012 powrócił na funkcję  którą sprawował do 2011. W 2012 powrócił na funkcję prezesa OSCOT.
Żonaty, ma córkę.

## Odznaczenia
- Krzyż Wielki Orderu Infanta Henryka (2016)[2]
- Komandor Orderu Wolności (2006)[2]